# Cheumatopsyche bibbensis
Cheumatopsyche bibbensis is een schietmot uit de familie Hydropsychidae. De soort komt voor in het Nearctisch gebied.